# ТЕС Мірфа
24°7′16″ пн. ш. 53°26′49″ зх. д. / 24.12111° пн. ш. 53.44694° зх. д.
ТЕС Мірфа – теплова електростанція, яка знаходиться на центральній частині узбережжя емірату Абу-Дабі (Об'єднані Арабські Емірати).
В 1995 – 1996 роках на майданчику станції запустили чотири газові турбіни Siemens 64.3V потужністю по 48 МВт (черга А). Їх сполучили з котлами-утилізаторами, проте не з метою створення комбінованого парогазового цикла по виробництву електроенергії, а задля живлення заводу з опріснення води, котрий мав три технологічні лінії загальною продуктивністю 74 млн літрів на добу.
У 2001 – 2002 роках додали ще три опріснювальні лінії (черга В) загальною добовою продуктивністю 102 млн літрів, втім, на цей раз вони не були інтегровані з виробництвом електроенергії та живились від власних котлів.
В подальшому станція пройшла через часткову приватизацію і стала належати Mirfa International Power & Water Company, учасниками якої є енергетична агенція Abu Dhabi Water and Electricity Authority (ADWEA, 60%), а також французька ENGIE та Abu Dhabi Financial Group (по 20%). В результаті до кінця 2017 року на майданчику реалізували проект Mirfa IWPP, котий передбачав:
- спорудження парогазового блоку потужністю 1240 МВт, в якому три газові турбіни з показниками по 260 МВт живлять через відповідну кількість котлів-утилізаторів дві парові турбіни;
- запуск чотирьох встановлених на роботу у відкритому циклі газових турбін потужністю по 90 МВт (первісно вони призначались для ТЕС Аль-Завра, проте у підсумку цей проект реалізували лише частково, а невикористані турбіни з 2006-го знаходились на збереіганні).
Чергу А старої станції демонтували, проте залишили в експлуатації опріснювальне обладнання черги В. Крім того, запустили нову установку опріснення продуктивністю 136 млн літрів на добу, котра використовує технологію зворотнього осмосу (попередні лінії створювали за більш енергоємкою технологією багатостадійного випаровування).
ТЕС розрахована на споживання природного газу, який постачається через відгалуження від трубопроводу Хабшан – Рувайс.
Для охолодження використовують морську воду.
Видача продукції відбувається по ЛЕП, розрахованим на роботу під напругою 400 кВ, 220 кВ та 33 кВ.